# Улица Академика Шёгрена (Владикавказ)
Улица Академика Шёгрена (осет. Академик Шёгрены уынг) — улица во Владикавказе, Северная Осетия, Россия. Улица располагается в Иристонском муниципальном округе между улицами Бутырина и Серова. Начинается от улицы Бутырина.
Улица Академика Шёгрена пересекается с улицами Максима Горького, Куйбышева, Братьев Щукиных.

## История
Улица названа именем филолога, этнографа и автора первой осетинской грамматики Андрея Шёгрена.
Улица образовалась во второй половине XIX века и была отмечена на карте города Владикавказа 1911 года издания как улица Кирпичная.
Упоминается в Перечне улиц, площадей и переулков от 1925 года как Кирпичная улица. 26 ноября 1925 года улица Кирпичная была переименована в улицу Комсомольскую.
24 октября 1994 года в ознаменовании 200-летия Академика Андрея Шёгрена улица Комсомольская (с № 40 по № 74 — правая сторона и с № 65 до горводоканала — левая сторона) была переименована администрацией местного самоуправления города Владикавказа в улицу Академика Шёгрена.
На некоторых уличных табличках с номерами домов, установленных в советское время, употребляется другой вариант фамилии академика Шёгрена с названием «Улица Щегрена».